# Beata Kamińska
Beata Kamińska (ur. 6 stycznia 1980 w Słupsku) – polska pływaczka specjalizująca się w stylu klasycznym, medalistka mistrzostw Europy na basenie 25-metrowym.
W latach 1986–1999 zawodniczka klubów AZS WSP Słupsk, Marlin Słupsk, Skalar Słupsk w sezonie 1995/1996 Jagiellonki Płock, od 1999 AZS-AWFiS Gdańsk.

## Osiągnięcia
- Triest 2005 - 1. miejsce (100 metrów stylem klasycznym) oraz 2. miejsce (50 metrów stylem klasycznym)
- Helsinki 2006 - 3. miejsce (200 metrów stylem klasycznym) oraz 4. miejsce (100 metrów stylem klasycznym)

## Rekordy Polski
Basen 50-metrowy:
- 50 m stylem klasycznym: 31,93
- 100 m stylem klasycznym: 1.08,54

Basen 25-metrowy:
- 50 m stylem klasycznym: 30,71
- 100 m stylem klasycznym: 1:06,51